# Justine (voornaam)
Justine, soms afgekort tot Stien, is een meisjesnaam.
De mannelijke variant is Justus, wat is afgeleid van het Latijnse Iustus, wat "rechtvaardig, rechtschapen" betekent. Een Nederlands woord met dezelfde stam is "justitie".
Stien kan ook een afleiding zijn van Christine.

## Bekende naamdraagsters
- Justine Henin, Waalse tennisster
- Justine Pelmelay, Nederlandse zangeres
- Justine Bateman, Amerikaanse actrice
- Justine Suissa, een uit Engeland afkomstige zangeres
- Justine Waddell, Schotse actrice
- Justine Clarke, Australische actrice